# Виллар-сюр-Вар (кантон)
Вилла́р-сюр-Вар (фр. Villars-sur-Var) — упразднённый кантон во Франции, в регионе Прованс — Альпы — Лазурный Берег, департамент Приморские Альпы. Входил в состав округа Ницца. Код INSEE кантона — 0629.
До марта 2015 года в состав кантона Виллар-сюр-Вар входило 10 коммун, административный центр располагался в коммуне Виллар-сюр-Вар.

## Состав кантона
| Коммуна        | Население, чел. (1999) | Почтовый индекс | Код INSEE |
| -------------- | ---------------------- | --------------- | --------- |
| Бероль         | 114                    | 06420           | 06009     |
| Виллар-сюр-Вар | 553                    | 06710           | 06158     |
| Ла-Тур         | 300                    | 06710           | 06144     |
| Льёш           | 45                     | 06260           | 06076     |
| Малоссен       | 173                    | 06710           | 06078     |
| Массуэн        | 118                    | 06710           | 06082     |
| Пьерла         | 84                     | 06260           | 06096     |
| Турнефор       | 143                    | 06710           | 06146     |
| Туэ-сюр-Вар    | 603                    | 06710           | 06143     |
| Тьери          | 93                     | 06710           | 06139     |

## Население
Население кантона на 2007 год составляло 2 548 человек.
| 1962 | 1968 | 1975 | 1982 | 1990 | 1999  | 2006  | 2007  | 2008 |
| ---- | ---- | ---- | ---- | ---- | ----- | ----- | ----- | ---- |
| —    | —    | —    | —    | —    | 2 068 | 2 517 | 2 548 | —    |

По закону от 17 мая 2013 и декрету от 24 февраля 2014 года количество кантонов в департаменте Приморские Альпы уменьшилось с 52-х до 27-ми. Новое территориальное деление департаментов на кантоны вступило в силу во время выборов 2015 года. После реформы кантон был упразднён. Коммуны переданы с состав кантона Ванс (округ Ницца).